# Breathe (2024)
Breathe is een Amerikaanse postapocalyptische sciencefictionfilm uit 2024, geregisseerd door Stefon Bristol naar een scenario van Doug Simons. De hoofdrollen worden vertolkt door Jennifer Hudson, Milla Jovovich, Quvenzhané Wallis, Common en Sam Worthington.

## Verhaal
Nadat de aarde onbewoonbaar is geworden door zuurstofgebrek, worden Maya (Jennifer Hudson) en haar dochter Zora (Quvenzhané Wallis) gedwongen ondergronds te leven, waarbij korte uitstapjes naar de oppervlakte alleen mogelijk worden gemaakt door een felbegeerd geavenceerd kunstzuurstofpak.

## Rolverdeling
| Acteur            | Personage |
| ----------------- | --------- |
| Jennifer Hudson   | Maya      |
| Quvenzhané Wallis | Zora      |
| Milla Jovovich    | Tess      |
| Common            | Darius    |
| Sam Worthington   | Lucas     |
| Raúl Castillo     | Micah     |
| Dan Martin        | Mike      |

## Productie
In december 2019 werd bekendgemaakt dat het scenario van Breathe van Doug Simons op de "Black List" van dat jaar stond van de meest geliefde niet-geproduceerde scenario's in Hollywood. In mei 2022 werd aangekondigd dat Sam Worthington, Jennifer Hudson, Milla Jovovich, Quvenzhané Wallis en Common de hoofdrol zouden spelen in de film, geregisseerd door Stefon Bristol. De film wordt geproduceerd door Basil Iwanyk en Erica Lee voor Thunder Road Films en Christian Mercuri voor Capstone.
De filmopnames vonden eind 2022 plaats op locatie in Pennsylvania.

## Release
Breathe ging op 26 april 2024 in première in de bioscopen en via VOD en streamingsdiensten.